# Ringgau (Gau)
Der Ringgau war vom 10. bis zum 12. Jahrhundert eine mittelalterliche Gaugrafschaft im Nordosten von Hessen und im äußersten Westen Thüringens. Es umfasste Teile der heutigen Landkreise Werra-Meißner-Kreis und Wartburgkreis und der Stadt Eisenach.

## Lage
Der Gau umfasste Teile der heutigen Landkreise Werra-Meißner-Kreis und Wartburgkreis und der Stadt Eisenach und war wohl größer als die Landschaft des heutigen Ringgaus. Eine genaue Abgrenzung der Gaue ist schwierig, da sich zu unterschiedlichen Zeiträumen die Zugehörigkeiten und auch die Bezeichnungen geändert haben.
Nachbargaue waren im Norden die thüringische Germar-Mark und im Westen der fränkische Hessengau.

## Geschichte

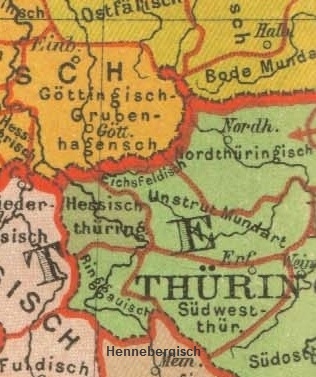
Dialektgebiet des Ringauischen

Im Jahre 993 wird der Ringgau als in pago Reinichgouue erstmals erwähnt. Im selben Jahr wird als Gaugraf ein Graf Siegfried (von Northeim?) genannt.  Das Gebiet  war ursprünglich thüringisches Stammesgebiet und vermutlich ein Teil des Westergaues.  Ab dem 13. Jahrhundert kam der Ringgau schrittweise an die Landgrafschaft Hessen.

## Dialekt
Der lokale Übergangsdialekt Ringgauisch wird heute zumindest in Thüringen als Westthüringisch bezeichnet.